# Čačaks Fruchtbare
Čačaks Fruchtbare oder Čačanska Rodna eine Zwetschgensorte, die 1961 aus Stanley und Hauszwetschge (Požegača) von Staniša A. Paunović, Milisav Gavrilović und Petar Mišić am Institut für Obstbau im jugoslawischen Čačak (heute Serbien) gezüchtet wurde. In den Verkehr kam sie 1975. Die Sorte ist im Erwerbsobstbau weit verbreitet. So bestand in manchen Wochen im Jahr 2020 bis zu 8,2 % des deutschen Pflaumensortiments aus Čačaks Fruchtbare.
Die Blüte wird als relativ früh bis mittel angesehen. Die Sorte gilt als selbstfertil. Der Wuchs ist mittelstark; die Wuchsform ist aufrecht (pyramidal). Die Krone ist locker. Die Reifezeit ist je nach Region und Witterungsverhältnis unterschiedlich – nach Bühler und vor Hauszwetschge – was ungefähr Mitte August bis Mitte September entspricht.
Die Frucht ist mittelgroß, bis zu 36 mm und länglich-eiförmig. Die Farbe ist dunkelblau, z. T. auch leicht violett mit grüngelb bis gelbem Fruchtfleisch. Die Sorte eignet sich für den Frischverzehr, als Backfrucht und ist relativ ertragsstabil.
Nachteilig ist jedoch ihre Scharkaanfälligkeit. Die Sorte sollte aufgrund der geringen Fruchtgröße ausgedünnt werden und nur auf beste Böden gepflanzt werden.
Čačanska Rodna ist nicht zu verwechseln mit den ebenfalls nach der Stadt Čačak benannten und am Institut za voćarstvo gezüchteten Sorten Čačanska Rana, Čačanska Najbolja, Čačanska Lepotica und Čačanski Šecer. Eine reine Angabe Čačanska reicht laut BLE als Angabe auf einer Verpackung nicht aus.